# Tom Simpson
Thomas Simpson, detto Tom (Haswell, 30 novembre 1937 – Mont Ventoux, 13 luglio 1967), è stato un ciclista su strada e pistard britannico.
Professionista dal 1959, fu campione del mondo in linea nel 1965, vinse Giro delle Fiandre, Milano-Sanremo e Giro di Lombardia. Morì durante una tappa del Tour de France 1967 lungo l'ascesa del Mont Ventoux.

## Carriera
Nel 1964, dopo la vittoria alla Milano-Sanremo, venne nominato baronetto dalla Regina Elisabetta II. Il suo più importante successo fu la vittoria del Campionato del mondo nel 1965; nello stesso anno vinse anche il Giro di Lombardia.
Simpson è ricordato soprattutto per la sua tragica morte, avvenuta durante la tredicesima tappa del Tour de France del 1967: nella salita del Mont Ventoux, in una giornata eccezionalmente calda, Simpson andò in crisi e si fermò, ma volle proseguire anche per l'incitamento ricevuto dai presenti. Dopo pochi minuti ebbe un collasso cardiaco e tutti i tentativi di rianimarlo furono inutili. In base ai risultati dell'autopsia, concause della morte furono il caldo e l'anfetamina da lui assunta per migliorare la propria prestazione. Simpson è per questo motivo considerato una delle prime vittime del doping.

## Palmarès

### Strada
- 1954

5ª tappa Tour du Sud-Est
- 1959

4ª tappa Tour de L'Ouest
5ª tappa Tour de L'Ouest
Rennes-Fougères-Rennes
4ª tappa Essor Breton
- 1960

La Poly Bretonne
Le Mont Faron (Cronometro)
Classifica generale Tour du Sud-Est
- 1961

Classifica generale Menton-Roma
2ª tappa Euskal Bizikleta
Ronde van Vlaanderen
- 1963

Bordeaux-Parigi
Man'x Trophy
1ª tappa Tour du Haut-Var
- 1964

Milano-Sanremo
5ª tappa Circuit Provençal
- 1965

London-Holyhead
Campionati del mondo, Prova in linea
Giro di Lombardia
- 1966

Grand Prix de l'Artense
- 1967

5ª tappa Giro di Sardegna
Classifica generale Paris-Nice
5ª tappa Vuelta a España (Salamanca > Madrid)
16ª tappa Vuelta a España (Vitoria > San Sebastián)
Man'x Trophy

### Altri successi
- 1959

Circuit de l'Armel (Criterium)
Henon (Criterium)
Lachèze (Criterium)
Maroué (Criterium)
Plouégat (Criterium)
Pontrieux (Criterium)
Quemper-Guézennec (Criterium)
- 1960

Lorient (Criterium)
Ploërdut (Criterium)
1ª tappa Driedaagse van Antwerpen (Cronosquadre)
Gran premio della Montagna Genova-Roma
- 1963

Douglas (Criterium)
Jeumont (Criterium)
Pléaux (Criterium)
Roue d'Or Daumesnil (Cronocoppie con Rolf Wolfshohl)
Miniac-Morvan (Criterium)
Saint-Gaudens (Criterium)
Daumesnil (Criterium con Rolf Wolfshohl)
Grand Prix du Parisien (Cronosquadre)
- 1964

Chef-Boutonne (Criterium)
Issoire (Criterium)
Grand Prix Corona-London (Criterium)
Zolder (Criterium)
Nantes (Criterium)
- 1965

Berlin (Criterium)
Grand Prix de la Soierie-Charlieu (Criterium)
Grand Prix de Vayrac (Criterium)
Grand Prix Corona-London (Criterium)
- 1966

Brest (Criterium)
Eu-le Tréport (Criterium)
Périers (Criterium)
Saint-Hilaire des Places (Criterium)
Saussignac (Criterium)
Laval (Cronosquadre)
Zwevegem (Derny)
Prix Martini-Felletin (Criterium)
Ambert (Criterium)

### Pista
- 1957

Campionati britannici, inseguimento individuale
- 1958

Campionati britannici, inseguimento individuale
- 1965

Sei giorni di Bruxelles (con Peter Post)

## Piazzamenti

### Grandi giri
- Tour de France

1960: 29º
1962: 6º
1964: 14º
1966: ritirato (17ª tappa)
1967: defunto (13ª tappa)
- Vuelta a España

1967: 33º

### Classiche monumento
- Milano-Sanremo

1960: 38º
1961: 25º
1963: 19º
1964: vincitore
1967: 70º
- Giro delle Fiandre

1961: vincitore
1962: 5º
1963: 3º
- Parigi-Roubaix

1960: 9º
1961: 88º
1962: 37º
1963: 8º
1964: 10º
1965: 6º
- Liegi-Bastogne-Liegi

1960: 11º
1963: 33º
1964: ritirato
1965: 10º
- Giro di Lombardia

1960: 84º
1963: 10º
1964: 21º
1965: vincitore
1966: ritirato

### Competizioni mondiali
- Campionati del mondo di ciclismo su strada

Zandvoort 1959 - In linea: 4º
Karl-Marx-Stadt 1960 - In linea: ritirato
Berna 1961 - In linea: 9º
Salò 1962 - In linea: ritirato
Ronse 1963 - In linea: 29º
Sallanches 1964 - In linea: 4º
San Sebastián 1965 - In linea: vincitore
Nürburgring 1966 - In linea: ritirato
- Campionati del mondo di ciclismo su pista

Parigi 1958 - Inseguimento individuale Dilettanti: 8º
Amsterdam 1959 - Inseguimento individuale: 4º
- Giochi olimpici

Melbourne 1956 - Inseguimento a squadre: 3º

## Riconoscimenti
- Sportivo dell'anno della BBC nel 1965
- Inserito nella British Cycling Hall of Fame nel 2009